# Jiří Novosad (1929)
Jiří Novosad (3. října 1929 Prostějov – 24. října 2020) byl český vysokoškolský pedagog Fakulty tělesné kultury Univerzity Palackého, který se zasloužil o rozvoj sportovní vědy studia učitelství tělesné výchovy na Univerzitě Palackého a také o vznik a další směrování samotné fakulty.
Na Univerzitě Palackého v Olomouci vystudoval obor ruština - tělesná výchova. Už během studia působil jako asistent a po promoci pokračoval v činnosti na katedře tělesné výchovy na tehdejší Pedagogické fakultě, kde pracoval od roku 1958, po roce 1968 se stal vedoucím nově vzniklého oddělení pro výzkum vrcholových sportovců při Katedře sportů a turistiky, které se v roce 1977 změnilo na Laboratoř vrcholového sportu, unikátní sportovně-diagnostické pracoviště zaměřené na testování rychlostně-silových předpokladů sportovců, a v roce 1980 se zcela osamostatnilo a přešlo pod Rektorát UP. V roce 1989 to byl právě Novosad, pozdější člen Akademického senátu i Vědecké rady, kdo stál u zrodu FTK. V roce 2009 mu byla udělena Zlatá medaile Za zásluhy o rozvoj Univerzity Palackého.
V letech 1958 až 1969 trénoval československá akademická družstva běžkyň na lyžích a zasloužil se o rozvoj běžeckého lyžování v rámci akademického sportu. V letech 1970 a 1971 byl předsedou sportovní komise Lyžování - běžecké Československé asociace univerzitního sportu.
V pozdějším věku se věnoval zdravému pohybu seniorů. V letech 2004 - 2015 byl trenérem veteránského družstva veslařského klubu Olomouc. Jeho svěřenci pod jeho vedením slavili úspěchy v republikových i mezinárodních závodech[zdroj?] a jeho tréninkové metody s úspěchem používají trenéři veslařského klubu i nadále.[zdroj?]

## Život
Narodil se v Prostějově do rodiny středoškolského učitele. V době druhé světové války se rodina přestěhovala do Hranic a později do Opavy. Vystudoval gymnázium v Krnově, kde složil maturitu v roce 1949. Do roku 1948 byl členem Junáka a do roku 1952 také organizací Sokol a ČSTV.
První manželkou byla v letech 1954–1974 doc. MUDr. Jiřina Máčková, CSc. Podruhé se oženil v roce 1975 s Marii Vičánkovou. Měl tři děti, Zuzanu (nar. 1958), Igora (nar. 1960) a z druhého manželství dceru Annu (nar. 1981).

## Dílo
- NOVOSAD, Jiří. Faktory sportovního výkonu lyžaře skokana. Olomouc: Univerzita Palackého, 1986. 164 s.
- NOVOSAD, Jiří a kol. Základy sportovního tréninku. 2. vyd. Olomouc: Univerzita Palackého, Fakulta tělesné kultury, 1993. 49 s.
- MĚKOTA, Karel; NOVOSAD, Jiří. Motorické schopnosti. 1. vyd. Olomouc: Univerzita Palackého, 2005. 175 s. Dostupné online. ISBN 80-244-0981-X.
- LEHNERT, Michal; NOVOSAD, Jiří; NEULS, Filip. Základy sportovního tréninku I. Olomouc: Hanex, 2001. 98 s. Dostupné online. ISBN 80-85783-33-9.